# Amphorella producta
Amphorella producta е вид коремоного от семейство Ferussaciidae. Видът е световно застрашен, със статут Уязвим.